# Зведена маса

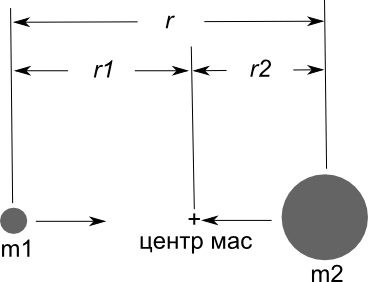

Зведена маса - міра інерційності відносного руху матеріальних точок. Ця величина дозволяє звести задачу двох тіл до задачі одного тіла.
Зазвичай позначається літерою μ і має розмірність маси. 
Зведена маса двох тіл  із масами {\displaystyle m_{1}\,} та {\displaystyle m_{2}\,} дорівнює 
{\displaystyle \mu ={\frac {m_{1}m_{2}}{m_{1}+m_{2}}}}.
Зведена маса менша за масу обох тіл. 

## Виведення
Рівняння можна отримати таким чином.

### Ньютонова механіка
Використовуючи другий закон Ньютона, сила з якою тіло 2 діє на тіло 1 є
{\displaystyle \mathbf {F} _{12}=m_{1}\mathbf {a} _{1}.\!\,}
Сила з якою тіло 1 діє на тіло 2 є
{\displaystyle \mathbf {F} _{21}=m_{2}\mathbf {a} _{2}.\!\,}
Згідно з третім законом Ньютона, ці сили рівні за модулем і протилежні за напрямком:
{\displaystyle \mathbf {F} _{12}=-\mathbf {F} _{21}.\!\,}
Отже,
{\displaystyle m_{1}\mathbf {a} _{1}=-m_{2}\mathbf {a} _{2}.\!\,}
{\displaystyle \mathbf {a} _{2}=-{m_{1} \over m_{2}}\mathbf {a} _{1}.\!\,}
Відносне прискорення arel між двома тілами задане як 
{\displaystyle \mathbf {a} _{\rm {rel}}=\mathbf {a} _{1}-\mathbf {a} _{2}=\left(1+{\frac {m_{1}}{m_{2}}}\right)\mathbf {a} _{1}={\frac {m_{2}+m_{1}}{m_{1}m_{2}}}m_{1}\mathbf {a} _{1}={\frac {\mathbf {F} _{12}}{m_{\rm {red}}}}.}
Отже ми можемо дійти висновку, що тіло 1 рухається щодо позиції тіла 2 як тіло маса якого дорівнює зведеній масі.

### Механіка Лагранжа
Інакше, опис Лагранжа задачі двох тіл дає Лагранжіан
{\displaystyle L={1 \over 2}m_{1}\mathbf {\dot {r}} _{1}^{2}+{1 \over 2}m_{2}\mathbf {\dot {r}} _{2}^{2}-V(|\mathbf {r} _{1}-\mathbf {r} _{2}|)\!\,}
де r це вектор позиції маси mi (частинки {\displaystyle i}). Потенціальна енергія V це функція яка залежить лише від відстані між двома частинками. Якщо ми визначимо
{\displaystyle \mathbf {r} =\mathbf {r} _{1}-\mathbf {r} _{2}}
і покладемо початок координат в одну точку з центром мас, тобто
{\displaystyle m_{1}\mathbf {r} _{1}+m_{2}\mathbf {r} _{2}=0},
тоді
{\displaystyle \mathbf {r} _{1}={\frac {m_{2}\mathbf {r} }{m_{1}+m_{2}}},\mathbf {r} _{2}={\frac {-m_{1}\mathbf {r} }{m_{1}+m_{2}}}.}
Тепер, підставляючи, отримуємо новий Лагранжіан
{\displaystyle L={1 \over 2}\mu \mathbf {\dot {r}} ^{2}-V(r),}
де 
{\displaystyle \mu ={\frac {m_{1}m_{2}}{m_{1}+m_{2}}}}
є зведеною масою. Отже, ми звели задачу двох тіл до задачі з одним тілом.